# Talleen Abu Hanna
Talleen Abu Hanna, née le 30 juillet 1994 à Nazareth, est une gagnante d'un concours de beauté israélo-arabe, mannequin, actrice et personnalité de la télévision et du cinéma. En 2016, elle devient la première Miss Trans Israel (en). Elle a participé à la série de télé-réalité israélienne Big Brother et à la série de télé-réalité Goalstar.

## Biographie
En mai 2016, Talleen Abu Hanna, âgée de 21 ans, devient la première Miss Trans Israël. Puis elle participe au concours Miss Trans Star Internacional (en) à Barcelone où elle devient la première dauphine.
Talleen Abu Hanna participe au documentaire La Belle de Gaza, de Yolande Zauberman, qui traite du destin « souvent tragique » des femmes transgenres en Israël. Le film est projeté en mai 2024 lors du Festival de Cannes.